# Distretto di Khlong Lan
Il distretto di Khlong Lan (in thailandese: คลองลาน) è un distretto (amphoe) della Thailandia, situato nella provincia di Kamphaeng Phet.